# Paulo César Garcez Marins
Paulo César Garcez Marins é um curador, historiador e pesquisador brasileiro. Em junho de 2024, foi eleito diretor do Museu Paulista, instituição que agrega o Museu do Ipiranga e o Museu Republicano de Itu e é uma das principais instituições culturais do país. Tem como vice-diretora a pesquisadora Maria Aparecida de Menezes Borrego. Paulo sucedeu Rosaria Ono, diretora responsável pelo processo de reforma e reabertura do local.

## Biografia

### Carreira
Paulo é doutor em História Social pela Faculdade de Filosofia, Letras e Ciências Humanas da Universidade de São Paulo. É mestre em antropologia social também pela USP, possui especialização em desenvolvimento social para organizações da sociedade civil. Diretor executivo do Intermuseus. Sua experiência tem ênfase em museus de história, história urbana, e identificação e gestão do patrimônio cultural, entre outras sub-árreas da História do Brasil. Paulo também é docente do Museu Paulista da USP, sendo mebro do corpo de curadores desde 2004. Também é membro do International Council of Museums, do International Committee for University Museums and Collections e do Internacional Council of Monuments and Sites.
| “                                                                                   | O museu público é o museu de todo mundo. A gente tem que se preparar para essa diversidade, porque ela muitas vezes é antagônica, nem sempre é simpática. Às vezes ela é crítica, que deve sempre ser, às vezes é agressiva. | ” |
| — Paulo César Garcez Marins, durante entrevista ao programa Provoca, na TV Cultura. | |   |

## Pesquisas
Dentre as pesquisas com financiamento da Fundação de Amparo à Pesquisa do Estado de São Paulo que tiveram sua supervisão estão:
- 2025 - 2025 - Colonialidade, mercado imobiliário e capitalismo transatlântico em São Paulo no final do século XIX
- 2024 - 2026 - Quatro painéis das fases da história brasileira no Museu Paulista: identidades em questão
- 2022 - 2022 - Imigração, territorialidade e conflitos urbanos: subsídios para sua musealização
- 2022 - 2023 - Proposta Experimental de Integração Tainacan+Wikidata
- 2022 - 2024 - Pinturas em aquarela e guache de José Wasth Rodrigues: materialidade, técnica e preservação
- 2019 - 2021 - Além do Salão Nobre: a difusão da tela "Independência ou Morte", de Pedro Américo
- 2019 - 2021 - O Anhanguera, de Theodoro Braga: concepção de uma pintura de história e sua aquisição para o acervo do Museu Paulista
- 2019 - 2020 - O grito do Ipiranga pelos pincéis de Pedro Américo: criação, circulação e recepção de "Independência ou Morte"
- 2019 - 2020 - Do Museu Paulista às salas de aula: a representação visual de bandeirantes na produção editorial didática brasileira
- 2019 - 2022 - A pedra como monumento: A coleção de cantaria do Museu Paulista como topografia épica do passado colonial
- 2019 - 2023 - Independência ou Morte, de Pedro Américo: concepção e circulação antes do ingresso no Monumento à Independência
- 2018 - 2018 - A pintura histórica no Brasil e na França no fim do século XIX: a experiência de Benedito Calixto na Académie Julian
- 2017 - 2023 - Coletar, identificar, processar, difundir: o ciclo curatorial e a produção do conhecimento
- 2016 - 2017 - Entre as colinas do Trocadéro e do Ipiranga: o jardim do Museu Paulista no centenário da independência
- 2016 - 2018 - Fundação de São Vicente, de Benedito Calixto: composição, musealização e apropriação (1900 - 1932)
- 2014 - 2016 - Impasses do morar: a Vila Itororó entre patrimonialização e refuncionalização (1975 - 2013)
- 2013 - 2017 - São Paulo na disputa pelo passado: o Monumento à Independência de Ettore Ximenes como lugar de memória